# ميكي روشي
ميكي روشي (بالإنجليزية: Mickey Roach)‏ هو لاعب هوكي الجليد أمريكي وكندي، ولد في 1 مايو 1895 في بوسطن في الولايات المتحدة، وتوفي في 1 أبريل 1977.

## وصلات خارجية
- ميكي روشي على موقع دوري الهوكي الوطني (الإنجليزية)
- ميكي روشي على موقع قاعة مشاهير الهوكي (لاعب أن.إتش.أل) (الإنجليزية)
- ميكي روشي على موقع EliteProspects.com (الإنجليزية)
- ميكي روشي على موقع HockeyDB.com (الإنجليزية)
- ميكي روشي على موقع Hockey-Reference.com (الإنجليزية)